# 阿爾戈號 (探測器)

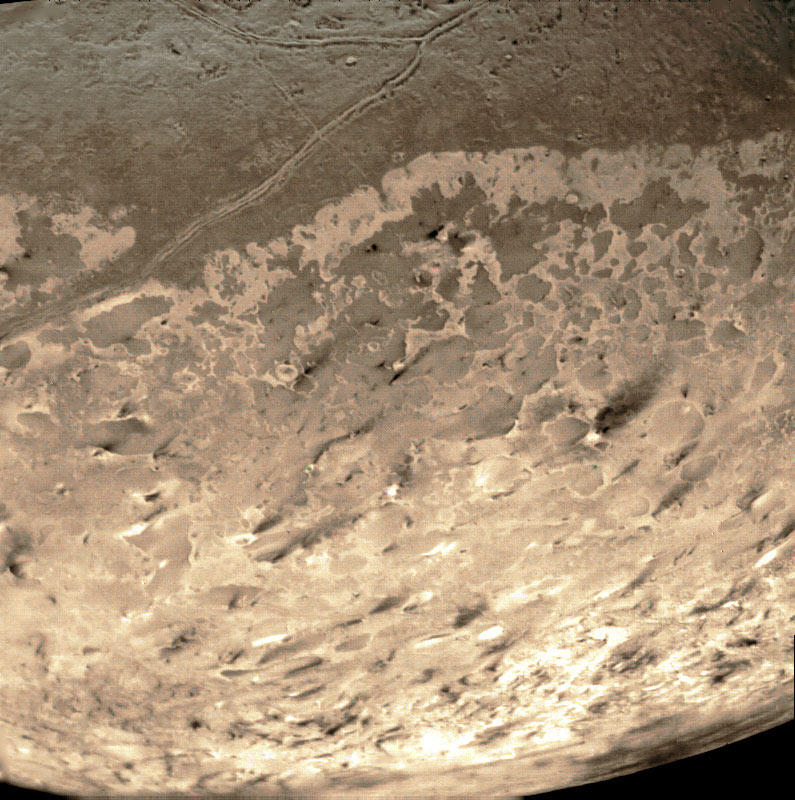
1989年拍攝的海衛一南極。

阿爾戈號（Argo）是美國一項已取消的外行星探測計劃，原本預計在2019年發射升空。

## 任務
探測器原本計劃在2019年發射升空，2020年飛越木星，2022年飛越土星，最終在2028年飛越海王星與海衛一。離開海王星後，它還能夠利用海王星的引力助推探測大量庫伯帶星體。它也可以經由海王星的重力助推飛往鬩神星，如果當時船上的儀器仍能運作，將能首次探測到鬩神星，併計劃在2044年左右到達。

## 科學儀器
阿爾戈號所攜帶的科學儀器包括：
- 高解析度攝像機（拍攝行星的大氣活動景象、拍攝衛星的表面）
- 近紅外線分光儀（獲取行星的近紅外線光譜）
- 紫外線光譜儀（拍攝行星極光的照片）
- 熱量成像儀（製作行星與衛星的熱量分佈圖）
- 粒子分光儀（確認等離子體的通量）
- 磁強計（研究行星的磁場、確認衛星是否有內在磁場）
- 無線電科學（獲得行星的引力場數據、衛星的慣性矩數據）

## 任務的取消
在2015年的一篇文章中，阿爾戈號已被取消，因為美國沒有足夠的钚來發動其發電機。